# エル商会
株式会社エル商会（エルしょうかい）は、かつて横浜市に存在した日本の家電量販店である。屋号としての表記は「L商会」。

## 概要
1953年（昭和28年）創業。1956年（昭和31年）4月、株式会社丸栄商会として設立。1987年（昭和62年）5月、株式会社エル商会へ商号変更。
「県下ナンバーワンの電化店」をキャッチフレーズとして多店舗展開を行い1997年（平成9年）11月に40店舗まで拡大した。
店舗面積150坪程度の小型店を中心とした店舗展開で、物流センター（横浜市）とPOSシステムを活用し、横浜市内とその周辺部では即日配達を実現し、ピーク時の1997年3月期に223億円を売り上げた。
1992年（平成4年）の大店法改正による規制緩和により、1995年（平成7年）コジマがエル商会の登記本店である「電化のL長者町店」（横浜市中区曙町）の至近に出店するなど、大手家電量販店が県内に相次いで進出し、競争が激化。加えてパソコンなどの情報機器販売への取り組みに出遅れたのも打撃となった。後にパソコンコーナーの「LMO（エルモ）」を導入するが、対応の遅れを挽回することはできなかった。
店舗面積や品揃えで大手に劣るエル商会の売上は次第に減少し、年商は1998年3月期が201億4400万円、1999年3月期が179億2500万円へ減少した。
2000年（平成12年）1月28日からの4日間、現金での支払いに限り店内全品20％引きセールを行った。翌月の自己破産に向けた現金確保と見られる。2月1日、横浜地裁へ自己破産を申請し、2月4日同地裁より破産宣告を受けた。負債額は90億6832万円。

## 沿革
- 1953年（昭和28年） - 創業。
- 1956年（昭和31年）4月 - 株式会社丸栄商会として株式会社化。
- 1987年（昭和62年）5月 - 株式会社エル商会へ商号変更。
- 2000年（平成12年）
  - 2月1日 - 自己破産申請。
  - 2月4日 - 破産。

## 広告展開

### ラジオ
FMヨコハマやアール・エフ・ラジオ日本、ニッポン放送を中心にラジオでコマーシャルし、社名「♪エ・ル・商～会」を歌うジングルは県内ではよく知られていた。

### テレビ
1990年代はテレビでもコマーシャルし、テレビ神奈川やテレビ東京で放映されていた。一時は日本テレビ「ルックルックこんにちは」の時間帯も放映された。

### 新聞
朝日新聞神奈川版にゴールデンウィークやボーナスシーズンの土曜日に広告を出していた。

### 交通機関
京浜急行電鉄、相模鉄道、横浜新都市交通（現・横浜シーサイドライン）などの列車ドアに貼付される手指の巻き込みを注意するステッカーの下部に、多く出広していた。

## かつて存在した店舗

### 神奈川県

#### 横浜市
- 長者町店（中区曙町） - ピカソ伊勢佐木町店を経て、現在はペットショップかねだい横浜店。
- 馬車道店（中区尾上町）
- 横浜駅西口店（神奈川区鶴屋町） - LMO併設店。
- 六ッ川店（南区六ツ川）- スーパー五光弘明寺店→現在は紳士服　アオキ弘明寺店(アイハラビル）
- 星川店（保土ケ谷区星川） - ダイゴプラザ内。
- 金沢文庫店（金沢区泥亀） - 現在は学習塾。
- 南部市場前店→ベイサイド店（金沢区富岡東）- 現在は医療機器メーカー事務所。
- 日吉西口駅前店（港北区日吉本町）
- 綱島店（港北区綱島西）- 現在は、生活クラブ デポつなしま
- 港北ニュータウン店（都筑区荏田東）-現在はヴィクトリアゴルフ
- 戸塚駅西口店（戸塚区戸塚町） -現在はトツカーナモールの一部
- 東戸塚店（戸塚区品濃町）- 現在は、List
- 上大岡店（港南区上大岡西） - 現在はウスイホーム等が入居するビル。
- 上永谷店（港南区丸山台） - 現在はマツモトキヨシ上永谷店
- Lミュージック芹ケ谷店（港南区） - CD・ゲームソフト中古買取・販売。
- 港南台店FC（港南区港南台） - スーパーたまや2階に出店。現在はザ・ダイソー。
- 鶴ヶ峰店（旭区鶴ケ峰） - 現在は旭区福祉保健活動拠点「ぱれっと旭」。
- 三ツ境北口駅前店（旭区笹野台） - 現在はドラッグストアクリエイト。
- 上川井店（旭区上川井町）
- 青葉台店（青葉区榎が丘） - 現在はクラフトハートトーカイ青葉台店
- 中山店（緑区中山） - 解体後、横浜市営地下鉄の換気塔設備へ。
- いずみ中央店（泉区和泉町）

#### 川崎市
- 中原店（中原区上小田中） - 現在はTSUTAYA武蔵中原店。
- 平間店（中原区田尻町）- コジマ→現在はドラッグストアクリエイト川崎田尻町店。
- 向ヶ丘店（多摩区）
- 新百合ヶ丘店（麻生区古沢） - 後にワットマンが入ったが、閉店。
- AV梶ヶ谷店

#### 県下
- 小田急相模原店（相模原市相南） - LMO併設店。1997年（平成9年）5月閉店。
- JR横浜線相模原店（相模原市）
- 衣笠十字路店（横須賀市公郷） - 現在は歯科医院。
- Lビジュアル横須賀中央店（横須賀市大滝） - 現在は寿司店。
- 北久里浜駅前店（横須賀市根岸） - 友&愛プラスゲオ北久里浜店→auショップ北久里浜店。
- 鎌倉店（藤沢市川名） - 現在はハードオフ・オフハウス鎌倉藤沢店。
- 藤沢店（藤沢市藤沢）
- 湘南台店（藤沢市）
- Lビジュアル大和店（大和市大和南）ー現在は、ドンドンタウン オン ウエンズディ 大和店
- Lビジュアル茅ヶ崎店（茅ヶ崎市新栄町）
- 大和駅前店 (大和市大和東)
- 寒川店（高座郡寒川町）- 現在はSeria寒川店。
- エルモ厚木店（厚木市岡田） - 東名高速道路厚木ICそば。
- 伊勢原店（伊勢原市田中）- 現在は、ダイソー伊勢原店
- さがみ野南口駅前店（海老名市東柏ケ谷）
- 鶴巻温泉駅前店（秦野市鶴巻北）
- 秦野店（秦野市曽屋）
- 鴨宮店（小田原市高田）-現在は「コジマ電器　NEW小田原鴨宮店」→クリエイトS・D小田原高田柳町店
- 富水店（小田原市堀之内）

### 東京都
- 鶴川店（町田市金井町） - 鶴川街道金井バス停前。現在は100円ショップオレンジ。
- 聖蹟桜ヶ丘店FC（多摩市） - 川崎街道沿い。1992年頃にコジマ多摩店が野猿街道沿いにオープンし閉店。

一時は、釣り具の上州屋に変わったが閉店をし、現在はサンクス多摩一の宮→ファミリーマート多摩一の宮店に変わった。